# Скоро будет дождь
«Скоро будет дождь» (вьет. Trời sắp mưa, чой шап мыа) — советско-вьетнамский рисованный мультипликационный фильм 1959 года. Снят Владимиром Полковниковым при участии вьетнамских кинематографистов по мотивам вьетнамской сказки.

## Сюжет
Повелитель неба Онг Зёй  (вьет. Ông Giời), увлёкшись, проигрывает в шахматы старухе Засухе водопады, реки, ручьи, озёра… И на земле не остаётся ни капли воды. Животные во главе с Жабой отправляются к Онг Зёю просить воды на землю.

## Над фильмом работали
- Сценарий — Ле Минь Хьен[вьет.], Михаила Вольпина
- Текст песен — Михаила Вольпина
- Режиссёр — Владимир Полковников
- Художник-постановщик — Александр Трусов
- Композитор: Карен Хачатурян
- Оператор: Михаил Друян
- Звукооператор: Николай Прилуцкий
- Редактор: Аркадий Снесарев
- Ассистенты: Ле Минь Хьен[вьет.], Чыонг Куа, Е. Новосельская
- Ведущие художники-мультипликаторы: Фёдор Хитрук, Роман Давыдов
- Художники-мультипликаторы: Бахман Алиев, А. Грунина, Галина Баринова, Александр Давыдов, И. Березин, Владимир Зарубин, Марина Восканьянц, Валентин Кушнерёв, Елена Вершинина, Галина Караваева, Валентин Караваев, Ольга Столбова, Иосиф Куроян, Эрраст Трескин, Виолетта Карп, Вера Харитонова, Анатолий Петров, Виктор Шевков, Галина Золотовская
- Художники-декораторы: Ирина Светлица, Вера Валерианова, Ольга Геммерлинг
- Роли озвучивали:

- Елена Понсова — Жаба / Засуха / Лисица
- Анатолий Кубацкий — Онг Зёй
- Михаил Погоржельский — Медведь / Змея
- Галина Новожилова — Рыбка
- Владимир Лепко — Тигр / Буйвол (не указан в титрах)
- Георгий Милляр — Дракон (не указан в титрах)
- Владимир Грибков — рассказчик (не указан в титрах)

## Награды
- 1959 — XXI МФ документальных и к/м фильмов в Венеции — приз бронзовая статуэтка св. Теодора в категории детских фильмов.
- 1960 — Всесоюзный кинофестиваль в Минске — вторая премия по разделу мультипликационных фильмов.
- 1960 — III МФ фильмов по искусству в Бергамо (Италия) — диплом.

## Видео
В 1990-е годы в СНГ мультфильм выпущен на видеокассетах в сборниках лучших советских мультфильмов Studio PRO Video.